# Sedación por inhalación

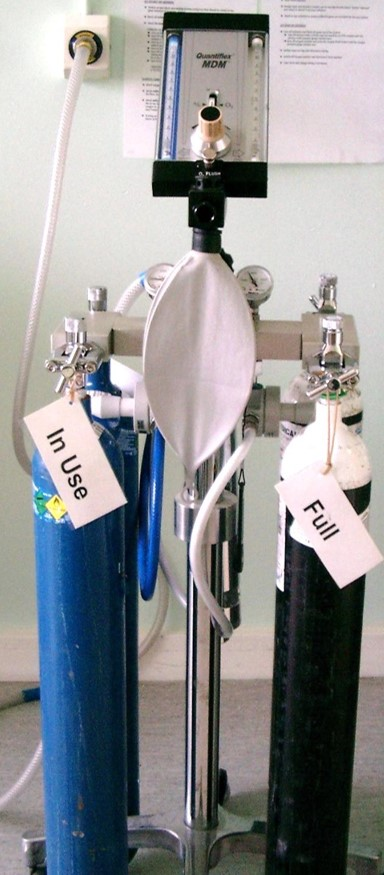
Máquina Quantiflex para administración de sedación por inhalación con sistema de seguridad integrado.

La sedación por inhalación es una técnica de sedación consciente ampliamente utilizada en odontología y procedimientos médicos menores que emplea mezclas gaseosas de óxido nitroso (N₂O) y oxígeno (O₂) para inducir un estado de relajación controlada.  Es una forma de sedación consciente en la que un fármaco inhalado debe:
1. Deprimir el sistema nervioso central (SNC) hasta un punto que los cirujanos puedan operar con un estrés fisiológico y psicológico mínimo para el paciente.
2. Modificar el estado mental del paciente de manera que se mantenga la comunicación y el paciente pueda responder a las órdenes verbales.
3. Mantenga un margen de seguridad lo suficientemente amplio como para hacer improbable la pérdida involuntaria de la conciencia y de los reflejos protectores.[2]

## Historia

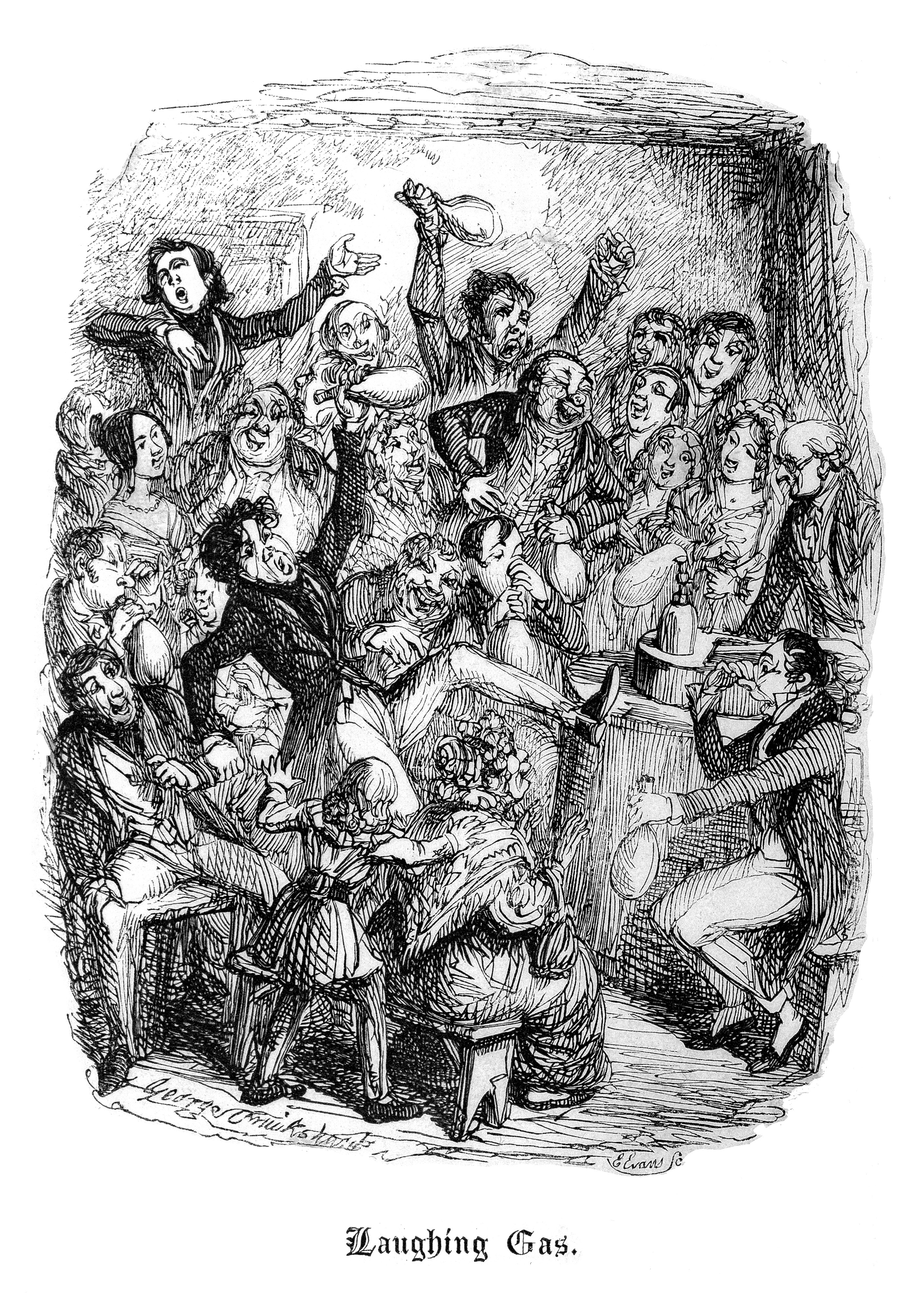
El "gas de la risa" se utilizó a menudo como entretenimiento a principios del

El óxido nitroso fue descubierto por primera vez por Joseph Priestley en 1772. En 1795, Humphry Davy y el cirujano J. B. Borlase experimentaron con óxido nitroso y los efectos de su inhalación. Luego, en 1799, Davy publicó un libro en el que insinuaba el posible papel del óxido nitroso para lograr una anestesia leve durante los procedimientos quirúrgicos. En 1844, el Dr. Horace Wells realizó un experimento en sí mismo en el que le pidió a Gardner Quincy Colton que se administrara óxido nitroso antes de que el Dr. John Riggs le extrajera una muela del juicio. Wells descubrió que no sabía nada del procedimiento y que no experimentó absolutamente ningún dolor durante el mismo.
En 1824, Henry Hill Hickman utilizó dióxido de carbono para lograr un estado de "animación suspendida" en animales, disminuyendo con éxito el dolor durante el procedimiento quirúrgico.
En 1831, el cloroformo fue descubierto por Justus von Liebig en Alemania, Samuel Guthrie en Nueva York y Eugène Soubeiran en Francia, todos ellos trabajando independientemente.
En 1842, un químico de Rochester, William Edward Clarke, le proporcionó éter al Dr. Elijah Pope antes de extraerle una muela a su paciente. Ese mismo año, un médico de Georgia, el Dr. Crawford W. Long, administró éter a John Venable para extirparle un tumor en el cuello.

## Mecanismo de acción
El óxido nitroso actúa como:
- Agonista del receptor NMDA
- Potenciador del sistema GABAérgico en el sistema nervioso central

Su efecto analgésico se produce por:
- Bloqueo de la transmisión nociceptiva a nivel talámico
- Liberación de péptidos opioides endógenos
- Modulación de la vía dopaminérgica mesolímbica[5]

La concentración típica oscila entre 30-50% de N₂O con un flujo total de 5-8 L/min, alcanzando efecto máximo a los 3-5 minutos de inhalación.

## Ventajas clínicas
Estudios comparativos demuestran:
| Ventaja                  | Comparativa                  |
| ------------------------ | ---------------------------- |
| Tiempo de inducción      | 2-3 min (vs 5-10 min IV)     |
| Recuperación             | 5-15 min post-administración |
| Náuseas                  | 2-4% (vs 15-20% opioides IV) |
| Acceso                   | No requiere venopunción      |
| Efectos cardiovasculares | Mínimos                      |

## Protocolo de administración
La Sociedad Española de Anestesiología recomienda:
1. Pre-oxigenación: 100% O₂ durante 2-3 minutos
2. Titulación gradual: Incrementar N₂O 10-15% cada 60 segundos
3. Mantenimiento: Ajustar según respuesta clínica
4. Recuperación: Administrar 100% O₂ durante ≥5 minutos

## Efectos en poblaciones especiales

### Pediatría
Estudios en Pediatric Dentistry muestran:
- Eficacia del 89% en niños ≥6 años
- Menor efectividad en <4 años (37%)
- Dosis óptima: 30-40% N₂O
- Contraindicado en deficiencia de vitamina B12

### Geriatría
En pacientes mayores:
- Reducir dosis inicial 20-30%
- Mayor riesgo de delirium postoperatorio
- Monitorización estrecha de saturación de oxígeno

## Efectos secundarios
Las complicaciones de la sedación por inhalación son raras y requieren intervención para corregir respuestas fisiológicas adversas. Estos incluyen sedación excesiva, depresión respiratoria/apnea, paciente inconsciente, obstrucción de las vías respiratorias, vómitos, respuestas idiosincrásicas, recuperación tardía y falla de la sedación consciente.
Existen pocas contraindicaciones absolutas, sin embargo, "las contraindicaciones relativas son importantes y solo pueden considerarse después de una evaluación completa". Incluyen:
- Afecciones médicas que podrían comprometer la inhalación del medicamento sedante, como el resfriado común, la amigdalitis, la EPOC grave o la obstrucción nasal.
- Enfermedades neuromusculares que afectan al sistema respiratorio, como la esclerosis múltiple y la miastenia gravis
- Mujeres en el primer trimestre del embarazo
- Condiciones médicas o conductuales que limitan la capacidad del paciente para comprender el procedimiento.
- Claustrofobia o "miedo a la máscara".

## Contraindicaciones
La sedación por inhalación con óxido nitroso tiene una larga historia de uso seguro. Sin embargo, en algunos pacientes la sedación con óxido nitroso no sería adecuada.
- Un paciente que no puede utilizar una mascarilla nasal. Esto se considera una contraindicación absoluta. La incapacidad para utilizar una mascarilla puede deberse a obstrucciones nasofaríngeas anatómicas o inducidas por enfermedades, o a trastornos psicológicos o cognitivos que provocan intolerancia a la colocación de la mascarilla. Entre estos pacientes se incluyen aquellos con infecciones de las vías respiratorias superiores, sinusitis grave y pacientes pediátricos que no cooperan o que tienen miedo a las mascarillas nasales.[13]
- Pacientes que han sido sometidos recientemente a una cirugía de orejas. Esto se debe a que cualquier condición que comprometa la permeabilidad de la trompa de Eustaquio aumenta la probabilidad de acumulación de presión en el oído medio en presencia de óxido nitroso.[13]
- Pacientes diagnosticados con ciertos trastornos psicológicos, por ejemplo: esquizofrenia o trastorno bipolar. Esta es una contraindicación relativa porque la sedación con óxido nitroso se ha utilizado con éxito en pacientes con otros trastornos de personalidad y psiquiátricos. La principal preocupación con estos pacientes es el uso de óxido nitroso además de los muchos otros agentes psicotrópicos que ya están tomando. Esto puede alterar aún más la disposición de dichos pacientes y conducir a resultados altamente impredecibles.[13]
- Pacientes embarazadas. Esta también es una contraindicación relativa porque los estudios retrospectivos no han podido identificar ningún resultado adverso ni para el paciente ni para el feto. Sin embargo, la sedación con óxido nitroso, como cualquier otro tratamiento dental electivo, debe evitarse durante el embarazo. Esto es especialmente cierto en las primeras semanas del embarazo para minimizar el riesgo de posible toxicidad para el embrión en desarrollo. No se debe negar a una paciente embarazada la atención dental necesaria o de emergencia que requiere el uso de óxido nitroso para reducir el estrés.[13]
- Pacientes precooperativos. Esto se debe a que el paciente debe comprender que debe minimizar el tiempo que pasa hablando y respirando por la boca para facilitar una sedación adecuada.[13]
- Pacientes con enfermedades respiratorias como EPOC. Estos pacientes dependen en parte de un bajo nivel de oxígeno en sangre para iniciar un estímulo respiratorio, por lo que la sedación por inhalación elimina ese impulso hipóxico.[13]

## Riesgos ocupacionales
La exposición crónica a N₂O (>50 ppm) se asocia a:
- Neuropatía periférica
- Anemia megaloblástica
- Efectos teratogénicos (riesgo 2.7× en exposiciones >3h/semana)
- Deterioro cognitivo

Medidas de protección:
- Sistemas de evacuación con flujo >45 L/min
- Monitoreo ambiental continuo
- Uso de mascarillas con válvula unidireccional

## Alternativas contemporáneas
| Técnica         | Ventajas                    | Limitaciones                     |
| --------------- | --------------------------- | -------------------------------- |
| Óxido nitroso   | Rápida recuperación         | Efecto limitado en dolor agudo   |
| Midazolam IV    | Amnesia retrógrada          | Riesgo de depresión respiratoria |
| Dexmedetomidina | Efecto analgésico adicional | Bradicardia significativa        |
| Ketamina        | Efecto analgésico potente   | Alucinaciones postoperatorias    |

### Tabla comparativa de técnicas
| Técnica             | Tiempo de inicio (minutos) | Duración del efecto          | Amnesia (%) | Coste relativo |
| ------------------- | -------------------------- | ---------------------------- | ----------- | -------------- |
| Óxido nitroso       | 3-5                        | 5-15 min post-administración | 20-30       | 1×             |
| Midazolam IV        | 2-3                        | 45-90 min                    | 80-90       | 3-4×           |
| Dexmedetomidina     | 10-15                      | 60-120 min                   | 40-50       | 15-20×         |
| Ketamina intranasal | 10-15                      | 30-45 min                    | 30-40       | 5-7×           |
| Triazolam PO        | 30-45                      | 2-4 horas                    | 50-60       | 2-3×           |

## Futuros desarrollos
Investigaciones recientes exploran:
- Sistemas de administración computarizada con feedback fisiológico
- Mezclas gaseosas con xenón (eficacia similar, menor impacto ambiental)
- Nanopartículas vehiculizadas para sedación targetizada